# Сазонов, Виктор Фёдорович
Ви́ктор Фёдорович Сазо́нов (26 ноября 1947, Саратов — 20 сентября 2018, Самара) — российский военный и государственный деятель, депутат трёх созывов, 2-й председатель Самарской Губернской думы (2001—2018), Генерал-майор внутренней службы ГУИН России в отставке.

## Биография

### Образование
После окончания 8-го класса средней школы, работал на «Саратовском машиностроительном заводе» слесарем-сборщиком. Одновременно учился в вечерней школе. После её окончания поступил в Саратовский государственный педагогический институт на факультет физического воспитания и спорта. В студенческие годы входил в члены ВЛКСМ, выполнил норматив мастера спорта СССР по легкой атлетике.
В 1978 году по направлению Саратовского УВД окончил Академию МВД СССР, получив профессию юриста.

### Трудовая деятельность
В 1971 году по окончании института по распределению райкома комсомола был направлен на работу в уголовно-исполнительную систему МВД СССР, где впоследствии вступил в члены КПСС.
С 1971 по 1972 год — начальник отряда (ИТК-1) — исправительно-трудовой колонии № 1 (ОИТУ) — отдела исправительных трудовых учреждений, управления внутренних дел Саратовского облисполкома.
С 1972 по 1973 год— инструктор по (ПВР) — политико-воспитательной работе исправительно-трудовой колонии № 33 отдела исправительных трудовых учреждений УВД Саратовского облисполкома.
С февраля по октябрь 1973 года — начальник отряда исправительной трудовой колонии № 33 управления исправительных трудовых учреждений УВД Саратовского облисполкома.
C 1973 по 1974 год — инструктор политчасти управления исполнительно-трудовых учреждений УВД Саратовского облисполкома.
C мая по октябрь 1974 года — старший инструктор управления исполнительно-трудовых учреждений УВД Саратовского облисполкома.
C 1974 по 1975 год — заместитель начальника правил внутреннего распорядка исправительной колонии № 1 управления исправительных учреждений УВД Саратовского облисполкома.
С 1978 по 1979 год — заместитель начальника управления исправительно-трудовых учреждений УВД Саратовского облисполкома по режиму и оперативной работе.
С 1979 по 1985 год — заместитель начальника управления исправительно-трудовых учреждений УВД Саратовского облисполкома по режиму и оперативной работе, возглавлял отдел правил внутреннего распорядка управления исправительных трудовых учреждений УВД Саратовского облисполкома.
С 1985 по 1987 год — заместитель начальника по режиму и оперативной работе управления исправительных трудовых учреждений, управления внутренних дел (УИТУ УВД) Саратовского облисполкома.
С 1987 по 1996 год — начальник службы по исправительным делам и социальной реабилитации УВД Самарского облисполкома.
С 1996 по 1999 год — заместитель начальника УВД, начальник управления исполнения наказаний УВД Самарской области, преобразованного в 1999 году в (ГУИН) — главное управление исполнения наказаний Министерства юстиции РФ по Самарской области.
C 1999 по 2001 год — начальник территориального управления Главного управления исполнения и наказания Министерства юстиции по Самарской области.
C 2001 по 2018 год — председатель Самарской Губернской думы.

### Политическая деятельность
C 1963 по 1970 гг член ВЛКСМ — c 1970—1991 гг член партии КПСС — c 2001 года член партии Единая Россия.
С 1990 по 1993 год — народный депутат Куйбышевского областного совета народных депутатов, председатель комиссии по социальной законности и правопорядку.
9 декабря 2001 года — по безымянскому одномандатному округу № 6 избран депутатом Самарской губернской думы 3 созыва. 18 декабря этого года избран 2-м председателем губернской думы, сменив на посту прежнего председателя Леона Ковальского.
В 2005 году находился в политическом противостоянии с депутатом Василием Яниным, за место председателя Самарской Губернской думы..
С 2006 по 2008 год — секретарь Самарского регионального отделения ВПП Единая Россия, сменив Сергея Сычёва, уступив Игорю Носкову.
11 марта 2007 года — переизбран депутатом Самарской губернской думы 4 созыва, 23 марта этого года переизбран председателем думы.
В 2010 году, на выборах мэра Самары, отозвал свою кандидатуру во внутрипартийном голосовании, уступив Дмитрию Азарову.
4 декабря 2011 года — переизбран депутатом Самарской губернской думы 5 созыва, 15 декабря этого года переизбран председателем думы.
27 сентября 2016 года переизбран председателем Самарской Губернской думы 6 созыва, первым заместителем председателя избрана Екатерина Кузьмичёва.
В 2017 году входил в члены конкурсной комиссии по отбору кандидатов на должность главы городского округа Тольятти.
В 2018 году у него было выявлено серьёзное заболевание, с июня находился на больничном — исполнение обязанностей председателя Самарской Губернской думы было возложено на первого заместителя ее председателя Екатерину Кузьмичёву..
Умер 20 сентября 2018 года от онкологического заболевания, похоронен на Рубёжном кладбище..

## Семья
Женат, супруга Наталья Сазонова — пенсионер МВД.
Сын Дмитрий 1971 г.р. — полковник полиции, работал начальником центра лицензионно-разрешительных работ ЦЛРР ФСВНГ Росгвардии по Самарской области. В марте 2022 года Дмитрию Сазонову назначено наказание в виде 11 лет лишения свободы в колонии строгого режима и штраф 211 750 000 рублей. 
Дочь Ольга — Самарский государственный медицинский университет директор НИИ гигиены и экологии человека.

## Звания и награды
Кандидат юридических наук. В феврале 2000 года, присвоено звание «генерал-майор внутренней службы»..

| - орден «За заслуги перед Отечеством» IV степени, - орден Почёта, - медаль «Патриот России», - почётный знак Государственной Думы ФС РФ «За заслуги в развитии парламентаризма», - почётный знак Самарской Губернской Думы «За заслуги в законотворчестве» - почётный знак «За служение закону», | - нагрудный знак «Заслуженный работник МВД», - почётный знак УИС МВД России «За отличие в службе» I степени, - медаль «За безупречную службу» I степени, - памятная медаль Министерства юстиции РФ им. А. Ф. Кони, - Медаль святого благоверного князя Даниила Московского. |